# Coira
Coira (em alemão, Chur; em italiano, Coira: em francês, Coire) é uma comuna da Suíça, capital do Cantão dos Grisões, com cerca de 32 227 habitantes. Estende-se por uma área de 28,01 km², de densidade populacional de 1 151 hab/km². Confina com as seguintes comunas: Churwalden, Domat/Ems, Felsberg, Haldenstein, Maladers, Malix e Trimmis.
A língua oficial nesta comuna é o Alemão.

## História

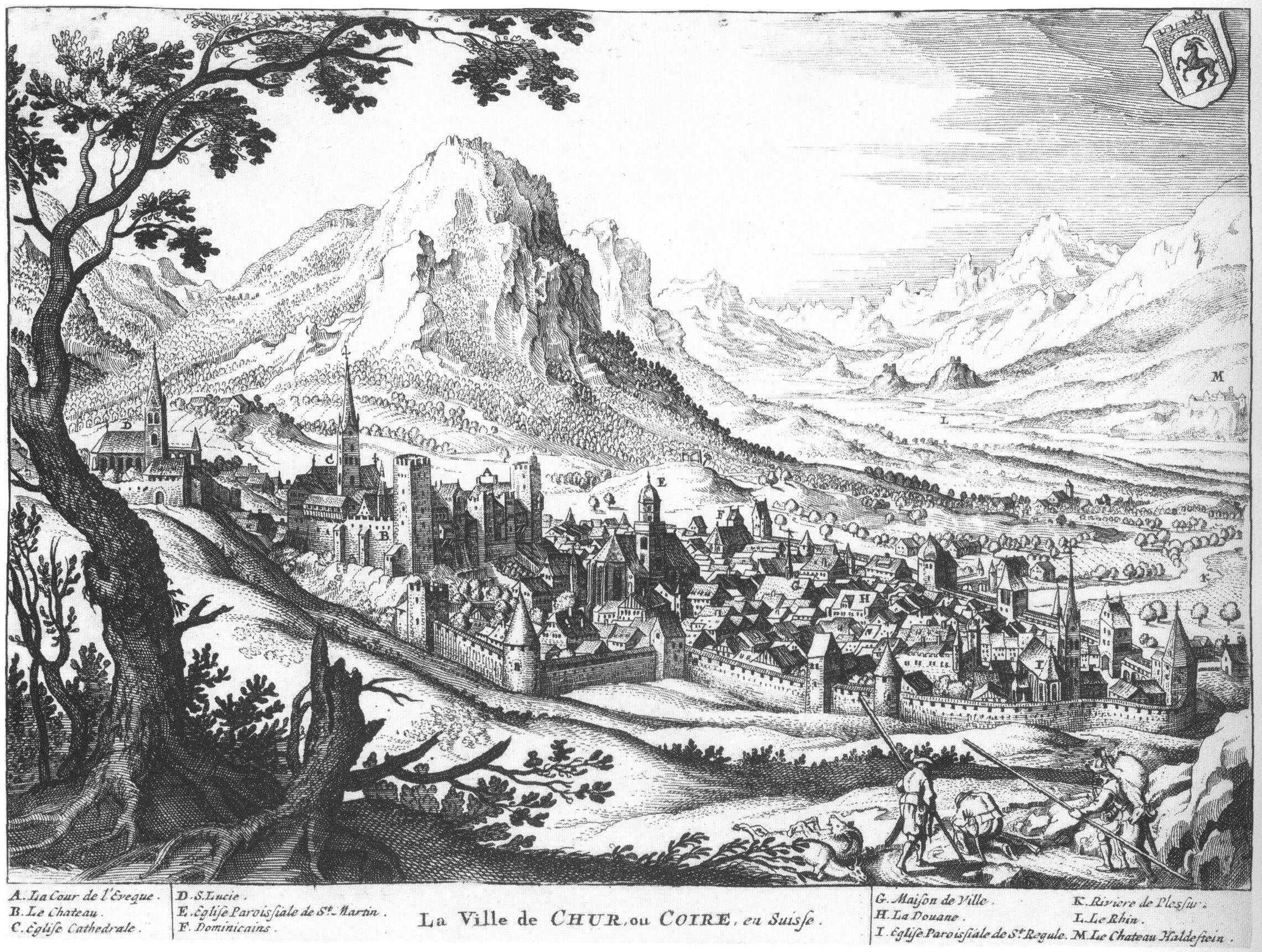
Coira em 1642, por Matthäus Merian

Durante o período do império romano, Coira funcionou como uma fortaleza chamada de Cúria Retoro (em latim: Curia Raetorum), e se tornou capital da província romana Récia em 15 d.C.
Coira também tem grande importância por ter sido sede de uma Diocese desde estes tempos até o início do século XX, com jurisdição sobre diversos cantões, entre eles: Grisões, Glarus, Zurique, Unterwalden, Lucerna, além do Principado de Liechtenstein.
Quando o atual território do cantão de Grisões se juntou a confederação suíça em 1803, Coira foi escolhida como sua capital.

## Geografia
Coira tem uma superfície de 28 km2. Desta área, 18,8% é usada para a agricultura, enquanto 52% é coberta por florestas. Do resto do território, 25,1% é construído (edifícios ou estradas), e o restante (4,1%), por áreas não-produtivas (rios, glaciares ou montanhas).
Coira situa-se a uma altitude de 594 metros acima do nível do mar, na margem direita do rio Plessur, na saída deste do vale Schanfigg, e a cerca de 1,6 km acima da sua junção com o rio Reno, quase inteiramente circundado pelos Alpes.
Há uma variação na altitude da cidade entre cerca de 600 até 1.800 metros acima do nível do mar, enquanto o Churer Hausberg Brambüesch (acessível pela Cidade Antiga) está situado a uma altitude de 2.174 metros sobre o nível do mar.
A água de uma nascente situada em Coira é exportada e vendida como água mineral Passunger.

## Demografia
Coira tem, de acordo com o censo de 2010, uma população de 36.690 habitantes. Em 2008, 17,8% da população era composta por estrangeiros. A língua mais falada é o alemão (81%), seguida do romanche (5,4%) e do italiano (5,1%).

## Histórico da população
A evolução histórica da população é apresentada pela seguinte tabela:
| Ano                | População    | Suíços | % Língua materna: alemã | % Língua materna: italiana | % Língua materna: romanche | % Protestantes | % Católicos |
| ------------------ | ------------ | ------ | ----------------------- | -------------------------- | -------------------------- | -------------- | ----------- |
| Século XIII        | 1.000-1.500  |        |                         |                            |                            |                |             |
| Final do século XV | aprox. 1.500 |        |                         |                            |                            |                |             |
| 1780               | 2.331        |        |                         |                            |                            |                |             |
| 1860               | 6.990        | 6.373  |                         |                            |                            | 60,8%          | 39,1%       |
| 1880a              | 8.753        | 7.866  | 86,6%                   | 3,2%                       | 11,3%                      | 73,6%          | 27,8%       |
| 1888               | 9.259        | 8.094  | 84,2%                   | 2,7%                       | 12,5%                      | 70,4%          | 29,5%       |
| 1900               | 11.532       | 9.687  | 80,5%                   | 5,9%                       | 12,7%                      | 65,6%          | 34,4%       |
| 1910               | 14.639       | 12.042 | 79,4%                   | 8,0%                       | 11,6%                      | 62,8%          | 36,8%       |
| 1930               | 15.574       | 13.685 | 83,0%                   | 5,3%                       | 10,8%                      | 62,8%          | 36,7%       |
| 1950               | 19.382       | 17.852 | 83,2%                   | 5,2%                       | 10,2%                      | 60,4%          | 38,5%       |
| 1970               | 31.193       | 26,332 | 75,6%                   | 9,7%                       | 10,6%                      | 49,1%          | 49,6%       |
| 1990               | 32.868       | 27,259 | 78,2%                   | 6,2%                       | 6,9%                       | 42,7%          | 48,5%       |
| 2000               | 32.989       | 27,061 | 81,0%                   | 5,1%                       | 5,4%                       | 38,5%          | 44,6%       |
| 2010               | 36.690       | 29,695 |                         |                            |                            | 33,3%          | 42,0%       |

↑a  Os totais ultrapassam os 100%, devido à contagem de todas as línguas, e não somente da primeira língua.

## Clima
Coira tem, em média, 105,7 dias de chuva por ano, e, em média, recebe 814 mm de precipitação. O mês mais chuvoso é agosto, durante o qual Coira recebe uma média de 103 mm de precipitação, em 11,6 dias. O mês mais seco é março, com uma média de 47 mm de precipitação em 8,2 dias.

## Transporte
Coira situa-se a 120 km (via ferroviária) de Zurique, e é o ponto de interseção de rotas que vêm da Itália através de vários passos de montanha alpinos (Passo do Lukmanier, Passo do Spluga, Passo do São Bernardino), assim como da Engadina (Passo de Albula, Passo Guglia, sendo, assim, o centro de comércio (particularmente em relação ao vinho da da região Valtelline), apesar de também possuir algumas indústrias.

## Locais de interesse

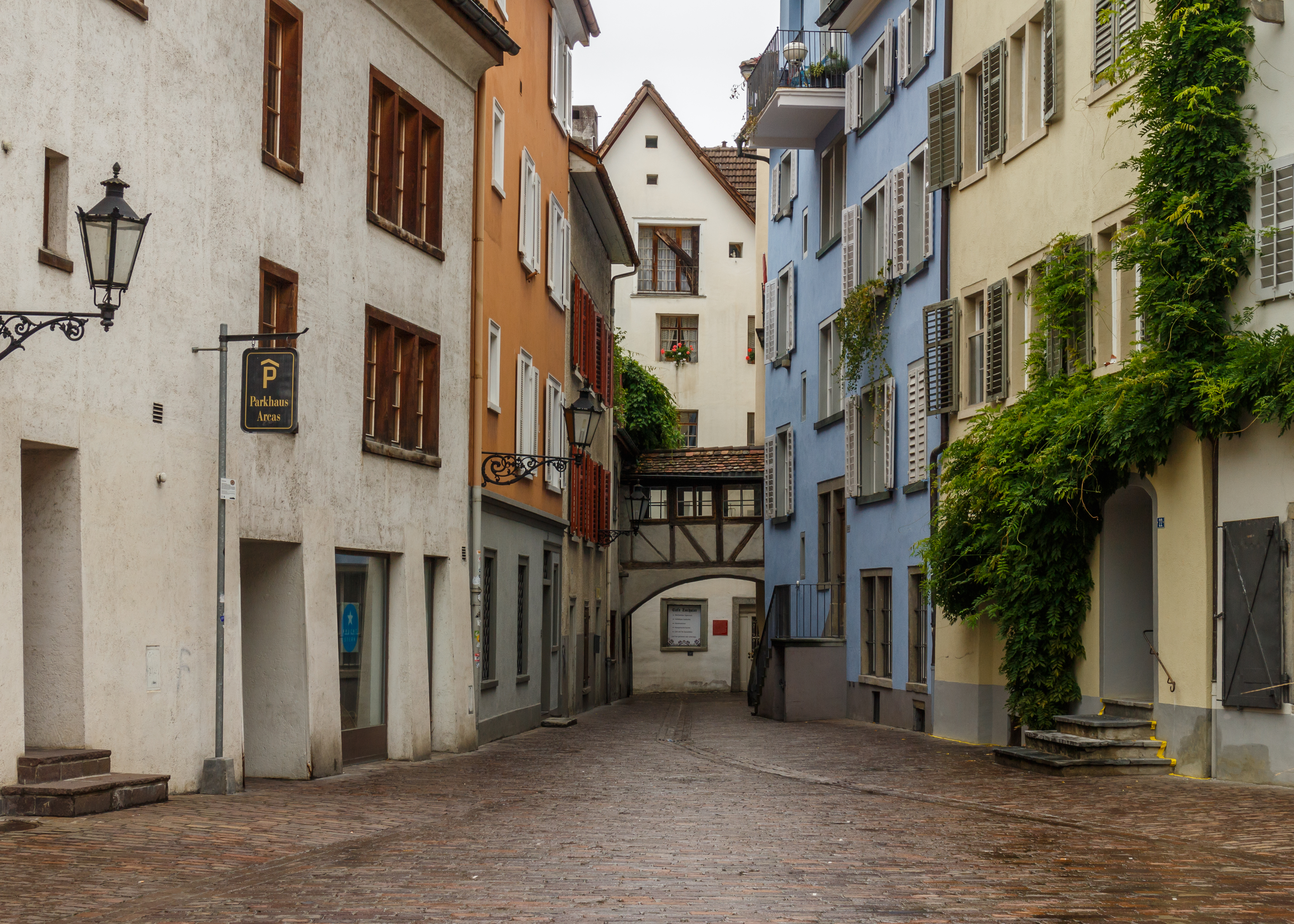
Um dos monumentos mais emblemáticos da cidade é a catedral romano-gótica Santa Maria da Assunção, que data dos séculos XII - XIII. O peculiar desta catedral é que, desde a sua construção, tem sido constantemente ampliada em vários estilos e épocas.

Um dos monumentos mais emblemáticos da cidade é a catedral romano-gótica Santa Maria da Assunção, que data dos séculos XII - XIII. O peculiar desta catedral é que, desde a sua construção, tem sido constantemente ampliada em vários estilos e épocas. Devem destacar-se Jürg Jenatsch, o palácio bispal (Bischhöflicher Hof), a igreja de São Lúcio e o Giger Bar, desenhado pelo artista suíço H. R. Giger.
Outros lugares cuja visita pode ser interessante são: a Cidade Antiga, o Museu Rético, a galeria de arte e o Museu Natural.

## Cidades-irmãs
- Mayrhofen, Áustria
- Terracina, Itália